# Santurdejo
Santurdejo es un municipio de la comunidad autónoma de La Rioja (España) situado en la margen derecha del río Santurdejo, al suroeste de la zona denominada Rioja Alta. 
El término municipal limita al norte con el de Santo Domingo de la Calzada, al sur con el de Pazuengos, al este con el de Manzanares de Rioja y al oeste con Ojacastro.

## Comunicaciones
Por el municipio pasa la carretera local LR-413 con dirección a Pazuengos.
Existió una estación de ferrocarril, que atendía el tránsito de la línea de vía estrecha que unía Haro con Ezcaray. El tren circuló desde el 9 de julio de 1916 hasta el 16 de enero de 1964, cuando dejó de circular por falta de rentabilidad. Su trazado es ahora una vía verde.

## Geografía humana

### Demografía
Cuenta con una población de 96 habitantes (INE 2024).
| Gráfica de evolución demográfica de Santurdejo entre 1842 y 2021                                                      |
| |
| Población de derecho según los censos de población del INE. Población de hecho según los censos de población del INE. |

## Administración
| Periodo   | Nombre                      | Partido |
| --------- | --------------------------- | ------- |
| 1979-1983 | Pablo Aransay Hidalgo       | UCD     |
| 1987-1991 | Eduardo Villanueva Aransay  | AP      |
| 1991-1995 | Santiago Aransay Manzanares | PRP     |
| 1995-1999 | Ildefonso Cárdenas Montoya  | PP      |
| 1999-2003 | Agustín San Martín Álvarez  | PP      |
| 2003-2007 | Agustín San Martín Álvarez  | PP      |
| 2007-2011 | Agustín San Martín Álvarez  | PP      |
| 2011-2015 | Agustín San Martín Álvarez  | PP      |
| 2015-2019 | Agustín San Martín Álvarez  | PP      |
| 2019-2023 | Agustín San Martín Álvarez  | PP      |

## Historia

### SigloXIX
Así se describe a Santurdejo en la página 856 del tomo XIII del Diccionario geográfico-estadístico-histórico de España y sus posesiones de Ultramar, obra impulsada por Pascual Madoz a mediados del siglo XIX:

SANTURDEJO, llamado antiguamente SAN JORGE

Villa con ayuntamiento en la provincia de Logroño (8 leguas), partido judicial de Santo Domingo de la Calzada (1), audiencia territorial de Burgos (14), capitanía general de Valladolid, diócesis de Calahorra (14).
Situada entre dos cuestas pobladas de montes que miran una por el lado E, y otra entre O y S, en una especie de barrera. La combaten principalmente casi todos los vientos y con más frecuencia el N y SO, y su clima algo frío, produce catarros y dolores reumáticos.
Tiene unas 100 casas; la de ayuntamiento, bastante regular, y en la misma está la cárcel; 1 escuela para ambos sexos, dotada con 54 fanegas de trigo, a la que asisten sobre 70; una fuente de agua de exquisita calidad denominada de San Pedro, de la cual se surte el vecindario; iglesia parroquial (San Jorge), de patronato de la villa, servida por 2 beneficiados con título perpetuo de nombramiento del cabildo y uno de ellos ad nutum amovible del ordinario, y sacristán temporal nombrado también por el cabildo.
A 200 pasos de dicha iglesia por el lado E se halla el cementerio, en situación que no perjudica la salubridad de la población.
Se extiende el término de N a S 5/4 de legua y 3/4 de E a O; confinando por N con Santo Domingo de la Calzada; E con los montes de Yuso y término de Manzanares; S Ojacastro y Escarza su aldea, y O con el de Santurde a 1 legua de las 3 primeras poblaciones y a 1/2 de la última.
Corre por él en dirección de S a NO uno de los muchos arroyos que dan origen al río Oja, el cual se titula también vulgarmente Glera; es de muy corto caudal mayor parte del año, pero en tiempo de aluviones o fuertes aguaceros su corriente causa daños de consideración, especialmente en los prados contiguos.
Brotan en el mismo una multitud de manantiales de excelente calidad; y según los vestigios que se conservan, es de presumir que en esta jurisdicción han existido antiguamente algunos caseríos y ferrerías, pues se ven grandísimas porciones de escorias y los nombres de muchos sitios y montes son vascongados.
El terreno participa de buena, mediana y mala calidad, hallándose la villa circunvalada de montes por E, S y N con diversos nombres, y tienen principalmente arbolado de roble y haya, brezo, escoba, espino y mata baja, y en su suelo se cogen en tiempo de verano bastantes fresas, que aunque pequeñas son exquisitas por su delicado sabor.
Caminos: dirigen a Santo Domingo, Escaray, Nágera y Pazuengos; son casi todos de herradura, en mediano estado. El correo se recibe de Santo Domingo de la Calzada por medio de valijero los lunes, jueves y sábados, y sale martes, miércoles, viernes y domingos.
Producciones: trigo, cebada, centeno, avena, habas, judías, garbanzos, arvejas y patatas; se cría ganado lanar, vacuno, yeguar y de cerda, y bastante yerba común; hay caza de perdices, codornices y otros animales dañinos, y pesca de alguna trucha.
Industria y comercio: dos molinos harineros que por falta de agua solo muelen la mitad del año, y exportación de los frutos sobrantes.
Población: 101 vecinos, 435 almas.

Capital productivo: 897.260 reales. Imponible: 44.863. Contribución de cuota fija: 8.475.

## Patrimonio

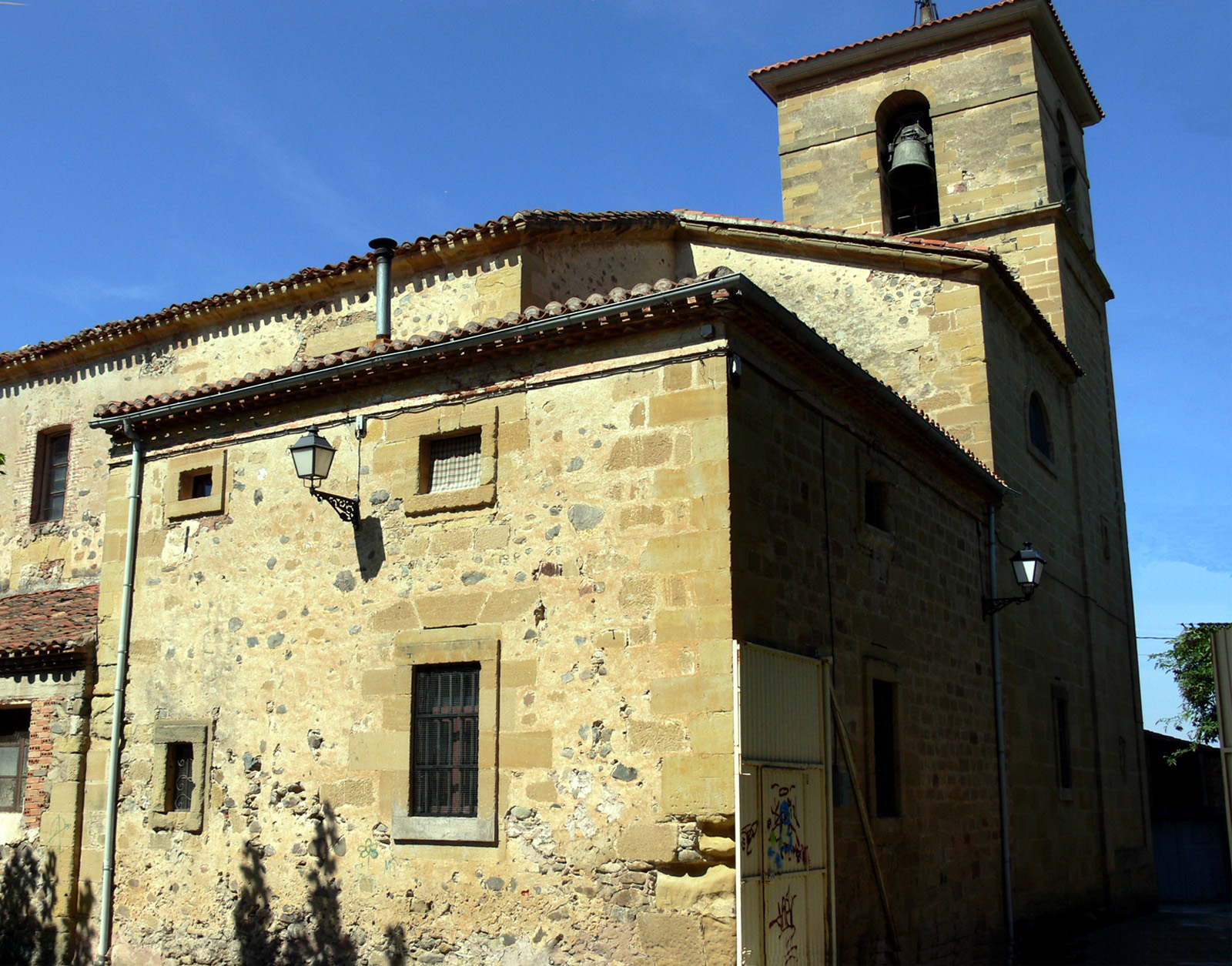
Iglesia de San Jorge.

- Iglesia de San Jorge: Del siglo XVIII.

## Fiestas
- 23 de abril: fiesta en honor de San Jorge, patrón de la ciudad. Con una degustación de olivas, procesión y danzas en su honor.
- Penúltimo fin de semana de agosto: carnaval de verano, desfiles y concursos de disfraces para los más pequeños durante la tarde del sábado. Cena popular y desfile nocturno para los adultos con música en directo.
- Último fin de semana de agosto: fiestas de Gracias, con degustación de patatas con chorizo, vino y melón.